# Intel X58

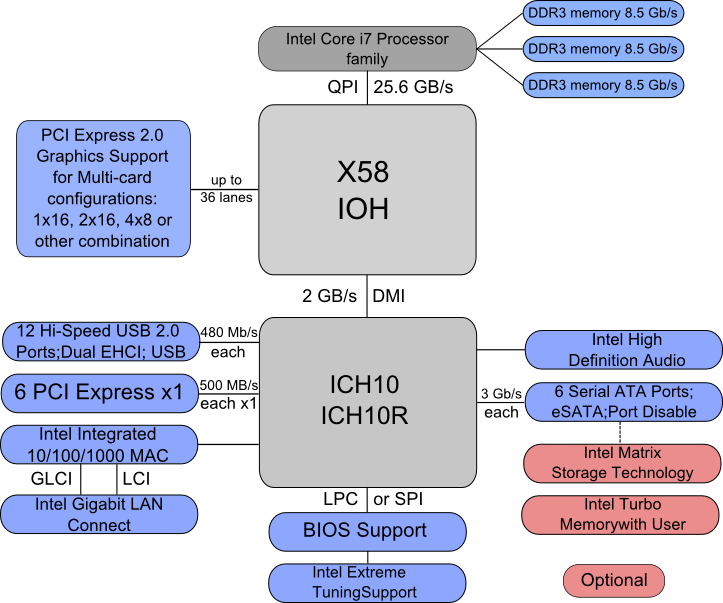
Schemat chipsetu

Intel X58 (nazwa kodowa Tylesburg) – wykonany w procesie technologicznym 65 nm chipset Intela obsługujący procesory Intel Core i7. Nowa architektura procesora CPU – Nehalem wymusiła szereg zmian na płycie głównej. Core i7 posiada zintegrowany kontroler pamięci RAM DDR3 (ang. Integrated Memory Controller, IMC) i komunikuje się z nią bezpośrednio, więc dotychczasowy mostek północny został odciążony z tego zadania (co za tym idzie znacznie wzrosła wydajność - szybkość komunikacji z pamięcią nie jest już ograniczana przez mostek północny). Obsługą nie wymagających wielkich szybkości urządzeń zajmuje się dalej mostek południowy (ICH – ang. I/O Controller Hub), w tym przypadku ICH10 lub ICH10R. Jedyne zadanie jakie pozostało dawnemu mostkowi północnemu to komunikacja z kartą graficzną przez magistralę PCI Express. Tak właśnie ”zrodził się” układ IOH (ang. Input/Output Hub – centrum wejścia/wyjścia) – chipset X58. 

## QuickPath Interconect
Wraz z wprowadzeniem architektury Nehalem zaszła jeszcze jedna istotna zmiana: X58 komunikuje się z procesorem za pomocą nowej magistrali - QPI (ang. QuickPath Interconnect), zastąpiła ona nieco przestarzałą magistralę FSB (ang. Front Side Bus). Nowy sposób komunikacji z procesorem wprowadza znacznie szybszą transmisję danych (w najszybszej wersji - Core i7 965 i 975 przepustowość wynosi 25,6 GB/s, dla porównania przepustowość FSB w najszybszym procesorze dla komputerów desktop - QX9770 wynosiła 12,8 GB/s). W najszybszej implementacji QPI taktowana jest zegarem 3200 MHz.

## Cztery wersje Intel X58
Nowy chipset produkowany jest w czterech wersjach:
- Tylersburg-24S – 24 linie PCI Express, jedno złącze QPI
- Tylersburg-24D – 24 linie PCI Express, dwa złącza QPI – dla płyt dwuprocesorowych
- Tylersburg-36S – 36 linii PCI Express, jedno złącze QPI
- Tylersburg-36D – 36 linii PCI Express, dwa złącza QPI – dla płyt dwuprocesorowych

## Obsługa SLI i CrossFireX
Nowy chipset natywnie obsługuje zarówno SLI jak i CrossFireX. Nvidia udostępniła sterowniki uaktywniające tryb SLI na płytach głównych z tym chipsetem więc nie zachodzi konieczność instalowania dodatkowych układów NVIDII.